# Stornaggtjärnen
Stornaggtjärnen är en sjö i Ljusdals kommun i Hälsingland och ingår i Delångersåns huvudavrinningsområde. Sjön har en area på 0,0894 kvadratkilometer och ligger 448,2 meter över havet.

## Delavrinningsområde
Stornaggtjärnen ingår i det delavrinningsområde (690566-150500) som SMHI kallar för Mynnar i 690613-150608. Medelhöjden är 444 meter över havet och ytan är 1,97 kvadratkilometer. Det finns inga avrinningsområden uppströms utan avrinningsområdet är högsta punkten. Vattendraget som avvattnar avrinningsområdet har biflödesordning 4, vilket innebär att vattnet flödar genom totalt 4 vattendrag innan det når havet efter 136 kilometer. Avrinningsområdet består mestadels av skog (87 procent). Avrinningsområdet har 0,09 kvadratkilometer vattenytor vilket ger det en sjöprocent på 4,5 procent.